# Nadia Léger

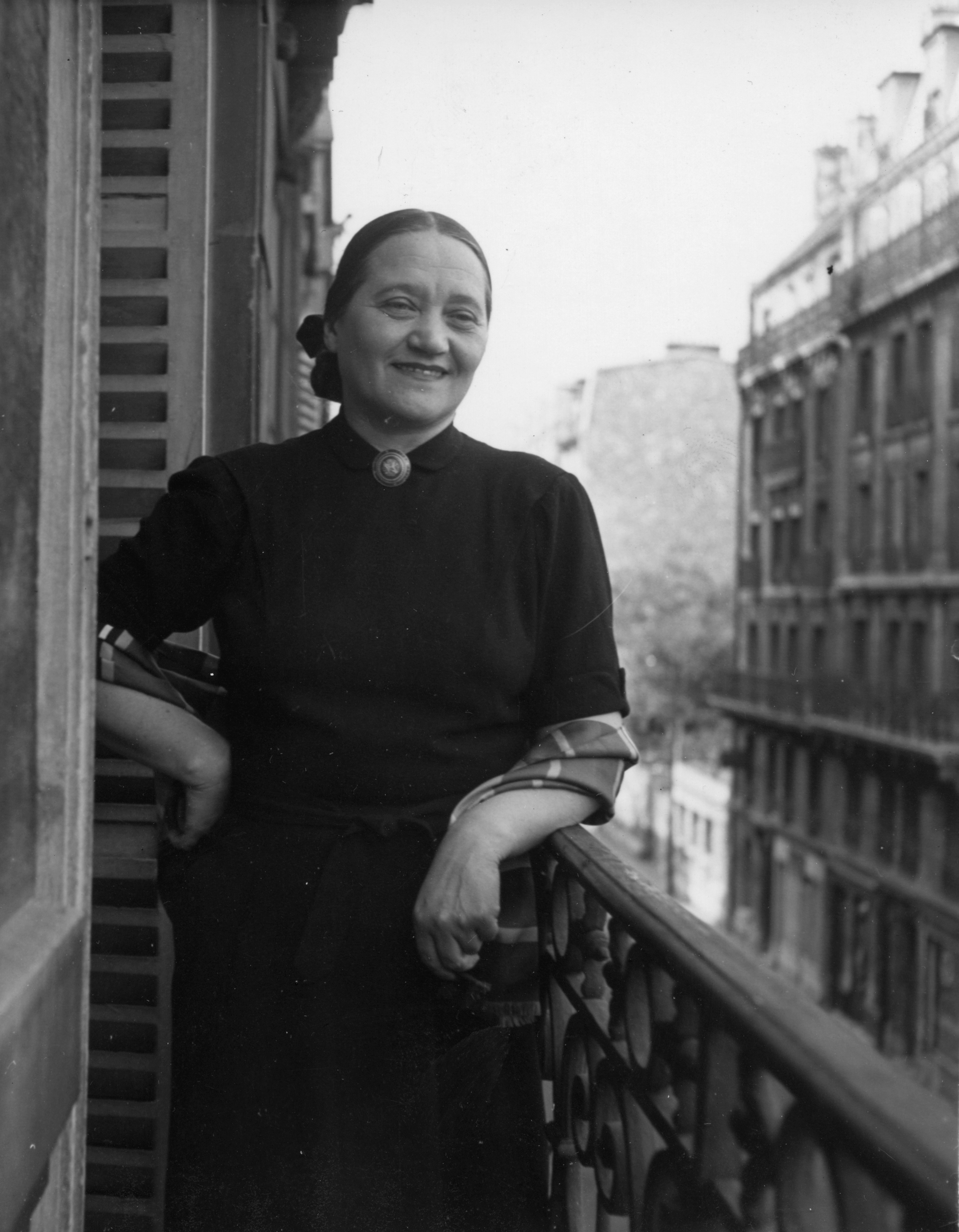
Nadia Léger

Nadia Léger, geb. Nadseja Pjatrouna Chadassewitsch (belarussisch Надзея Пятроўна Хадасевіч; * 4. Oktober 1904 in Assezischtscha, Gouvernement Witebsk im Russischen Kaiserreich; † 7. November 1982 in Grasse, Alpes-Maritimes) war eine französische Malerin belarussischer Abstammung.

## Biographie
Die im Gouvernement Witebsk geborene Nadseja Chadassewitsch war 13 Jahre alt, als ihre Familie vor den Kämpfen des Ersten Weltkriegs und der Hungersnot nach Beljow in Zentralrussland flüchtete. Mit 15 Jahren schrieb sie sich in dem von der neuen Sowjetmacht gegründeten Kunstpalast ein, um Zeichnen zu lernen. Zwischen 1919 und 1921 setzte sie in Smolensk ihre Ausbildung in den Kursen von Władysław Strzemiński und Kasimir Malewitsch fort und schuf ihre ersten suprematistischen Werke, von denen bis heute nur ein Öl auf Leinwand, Briefbeschwerer (1920), und ein Skizzenbuch (1919–20) erhalten sind.
Gegen Ende des Jahres 1921 kam sie nach Warschau und schrieb sich an der Kunstschule ein, was sie jedoch nicht davon abhielt, mit der polnischen Avantgarde in Kontakt zu kommen, wie eine Gouache aus dem Jahr 1923, Protest gegen die Kunstschule, belegt.
Sie heiratete 1924 den polnischen Maler Stanisław Grabowski, vervollständigte 1925 ihre Ausbildung in Paris an der Académie Moderne, die von Fernand Léger und Amédée Ozenfant geleitet wurde. Léger übertrug der brillanten Schülerin daraufhin die Aufgabe einer Assistenzprofessorin an seiner neu gegründeten Académie d'Art Contemporain, die sie bis zum Tod des Meisters innehatte.
1926 nahm sie in der Galerie d’Art Contemporain an der Ausstellung des Ateliers Fernand Léger in der Académie Moderne teil und stellte anschließend mit ihrem Ehemann aus. 1927 stellte sie in derselben Galerie mit Grabowski und Alice Halicka aus und nahm an der Ausstellung der Académie Moderne in der Galerie Aubier teil sowie 1928 und 1929 erneut an der Ausstellung l'Art Polonais, Galerie Éditions Bonaparte, Salon de l'Art Français Indépendant.
Ihr Werk war zu dieser Zeit vom Kubismus und Purismus inspiriert und sie schuf eine Reihe von Stillleben und Akten, von denen ein Gemälde, Nu (1925), in die Sammlung der Vicomtesse de Noailles aufgenommen wurde. Von Arp beeinflusst, entwarf sie eine Reihe anti-geometrischer Formen, von denen ein Gemälde, Composition planimétrique (1926) neben Werken von Picasso oder Mondrian stand und 1931 in die Sammlung des Museums von Łódź in Polen aufgenommen wurde.
1927 trennten sich Grabowski und Chadassewitsch nach der Geburt ihrer Tochter. In dieser Zeit freundete sie sich mit Fernand Léger und später mit dem Maler George Bauquier an, der einer der Schüler des Ateliers wurde. 1930 gründete sie zusammen mit dem Dichter Jan Brzękowski die französisch-polnische Zeitschrift l'Art Contemporain, an der u. a. Piet Mondrian mitarbeitete und deren Titelbilder von Fernand Léger und Hans Arp gestaltet wurden. Sie beteiligte sich an Cercle et Carré und hielt den Kontakt zur polnischen Avantgarde aufrecht. Nadia Khodossievitch beaufsichtigt Gruppenarbeiten an Légers Akademie, wie die Tafeln, die für die Versammlung der Frauen für den Frieden gemalt wurden. Ihre Akte und Stillleben sind in dieser Zeit von großer Strenge und reichen Farbtönen geprägt.
Sie war dem surrealistischen Abenteuer zugeneigt, wie ihre Outils dans l’espace (1932) und Jouets de ma fille dans l’espace (1932) zeigen, änderte ihren Stil jedoch ab Ende der 1930er Jahre entschieden. Nachdem Nadia Khodossievitch 1933 der Kommunistischen Partei beigetreten war, setzte sie sich mit dem Atelier Léger für die Front populaire ein und beteiligte sich an der Herstellung der großen Gemeinschaftswerke, die die Volksveranstaltungen schmückten. Einige der Dekorationen wurden in Zusammenarbeit mit Charlotte Perriand angefertigt. Nadia Khodossievitch schuf ihre ersten engagierten Werke wie ihr Autoportrait au drapeau rouge (1936). Ab diesem Zeitpunkt macht sich der Einfluss von Fernand Léger mit seinem Selbstporträt Femme et pierre (1937) bemerkbar.
Das Atelier Léger in Montrouge wurde während der Besatzung geschlossen. Fernand Léger flüchtete in die Vereinigten Staaten, während Nadseja Chadassewitsch in den Untergrund ging und in der Résistance in den Netzwerken von Gaston Laroche und später in der Union der sowjetischen Patrioten aktiv wurde. Nie hörte sie auf zu malen. Vier Jahre lang malte Nadseja Chadassewitsch  einige bedeutende Gemälde wie Le serment d'une résistante (1941), Wanda, La Mort de Tania oder Portrait de Fernand Léger au coq rouge (1942).
Nach der Befreiung stellte Chadassewitsch, die das Atelier wiedereröffnet hatte, ihr Talent in den Dienst der KPF, deren Kongresse und große Massenversammlungen sie mit riesigen Porträts der kommunistischen und sowjetischen Führer schmückte. Die Bildnisse von Thorez und Duclos stehen neben denen von Stalin und Lenin.
Ihre Heirat mit Fernand Léger im Jahr 1952 stellt einen Wendepunkt in ihrem Werk dar. Nadia Léger stellte unter dem Namen Nadia Petrova etwa 50 Gemälde in der Galerie Bernheim-jeune in Paris aus. In der Tradition des sozialistischen Realismus und unter dem Einfluss ihres Mannes schuf Nadia Petrova einige ihrer erfolgreichsten Werke, großformatige Ölgemälde mit eindeutigen Titeln: Les mineurs, La marchande de poisson, Maiakovski, La Paix, Corée 1952, Staline et la pionnière und sogar Les constructeurs in Anspielung auf Fernand Légers ikonisches Werk. Eines der Gemälde, Die tadschikischen Musiker, schmückte später das Büro von Louis Aragon.
Nach Fernand Légers Tod im Jahr 1955 ließ sie das Musée Fernand-Léger in Biot bauen, das 1960 in Anwesenheit von Maurice Thorez und Marc Chagall eröffnet wurde. 1967 schenkten sie und Georges Bauquier, mit dem sie wieder verheiratet war, dem Staat das Gebäude, den Park und 385 Werke: Gemälde, Zeichnungen, Keramiken, Bronzen und Wandteppiche. Am 4. Februar 1969 nahm André Malraux, Staatsminister für kulturelle Angelegenheiten, die Schenkung des inzwischen zum Nationalmuseum Fernand-Léger gewordenen Museums offiziell entgegen.
1970 verwandelte Nadia Léger das Familienhaus des Malers in Lisores (Normandie) in das Ferme-Musée Fernand Léger.
Während sie sich um die Erhaltung und Aufwertung des Werks von Fernand Léger kümmerte, dessen einzige Rechtsnachfolgerin sie war, widmete sich Nadia Petrova ihrer Kunst. Sie begann mit dem Entwurf von hundert monumentalen Mosaikporträts, die von dem Ehepaar Lino und Heidi Melano, renommierten Mosaikkünstlern, angefertigt wurden. Die Mosaike wurden 1972 in Malakoff vorgestellt, der UdSSR geschenkt, in Moskau ausgestellt und nun in mehreren russischen Städten an öffentlichen Orten aufgestellt. Parallel dazu kehrte sie zum Suprematismus zurück, indem sie ihre Jugendwerke, darunter die von Malewitsch inspirierten Carnets de croquis (1920), in Öl auf Leinwand umsetzte und in der Ausstellung „Évolution première 1920-1926“ in ihrer Galerie am Boulevard Raspail in Paris präsentierte.
Zurückgezogen auf ihrem Anwesen in Callian setzte sie ihre Forschungen bis zu ihrem Tod im Jahr 1982 fort. Sie ruht nun in diesem kleinen Dorf im Département Var.

## Nachruhm
Nadia Léger lebte im Schatten von Fernand Léger. Nach dem Tod des Malers widmete sie sich seinem Andenken. Dieses Engagement ging auf Kosten ihres persönlichen Werks, das bis heute unbekannt geblieben ist.
Im September 2019 erschien das erste große Buch über sie: „Nadia Léger, l'histoire extraordinaire d'une femme de l'ombre“ (Nadia Léger, die außergewöhnliche Geschichte einer Frau im Schatten), herausgegeben und geschrieben von Aymar du Chatenet.

## Bibliographie
- Aymar Du Chatenet unter Mitarbeit von Sylvie Buisson, Nathalie Samoïlov, Jean du Chatenet, Benoît Noël: Nadia Léger, l'histoire extraordinaire d'une femme de l'ombre. IMAV éditions, Paris 2019, ISBN 978-2-36590-137-6.
- Benoit Noël, Daniel Wallard et les mânes de Lili Brik et de Vladimir Maïakovski, Histoires littéraires, n°76, (Oktober 2018).
- Ewa Opalka and Karolina Zychowicz, Red Matter. Nadia Léger, catalogue de l’exposition du Musée Sztuki de Lodz (Pologne), (25 Mai bis 9 September 2018).
- Pierre Kastelyn, Nadia Khodossievitch-Léger - La grande peintre, catalogue de l’exposition du Centre culturel des Dominicaines de Pont-l’Évêque (Calvados), (26 Mai bis 16 September 2018).
- Benoît Noël, Daniel Wallard et le fameux sextet de bons peintres, Hommage à Yvonne Guégan - L’Humanité au féminin, Caen, Association Les Amis d’Yvonne Guégan, 2017.
- Pierre Kastelyn, Nadia Léger, catalogue de l’exposition du Château du Val-Fleury de Gif-sur-Yvette (Essonne), (28 Februar bis 7 April 2017).
- Benoît Noël, Fernand Léger - Un Normand planétaire, Sainte-Marguerite-des-Loges, Éditions BVR, 2015.
- Sylvie Buisson, Femmes artistes - passions, muses et modèles, catalogue de l’exposition au Château de Chamerolles (Loiret), (16 Juni bis 19 August 2012).
- Sarah Wilson et Nathalie Samoïlov, Nadia Khodossievitch-Léger, la griffe du siècle, Musée National Fernand Léger 1960-2010, hors série du journal Le Patriote Côte d’Azur, (April 2010).
- Pierre Faniest, Léger, Nadia… et moi, Châteauneuf-de-Grasse, Éditions de Bergier, 2002.
- Lili Brik - Elsa Triolet, Correspondance (1921-1970), traduite et éditée sous la direction de Léon Robel, Paris, Gallimard, 2000.
- Georges Bauquier, Fernand Léger - Vivre dans le vrai, Paris, Adrien Maeght Éditeur, 1987.
- Gladys Fabre, L’atelier Fernand Léger (1937-1955), in catalogue Paris-Paris (1937-1957), Centre Georges Pompidou, 1981.
- Louis Aragon, Écrits sur l’art moderne publiés sous la direction de Jean Ristat, Paris, Flammarion, 1981.
- André Verdet, Nadia Léger - Mosaïques monumentales - Portraits, catalogue de l’exposition au Théâtre 71 de Malakoff (Hauts-de-Seine), (Januar 1972).
- Christophe Czwiklitzer, Suprématisme de Nadia Khodossievitch-Léger, Paris, Art C.C., 1972.
- Guido Le Noci, Fernand Léger - Sa vie - Son Œuvre - Son Rêve, Mailand, Edizioni Apollinaire, 1971.
- Marcelle Cahn, André Verdet, Paul Thorez et André Parinaud: Nadia Léger - Évolution première (1920-1926), catalogue de l’exposition au Centre d’Art International (99, boulevard Raspail - Paris 6e), Société Revues et Publication, (März 1971).

## Audiovisuell
- Nadia et Fernand Léger, la face cachée d'un Maître, 2018. Un film de Catherine Aventurier, co-écrit par Aurélia Rouvier, Production : Caroline Broussaud pour france.tv studio. Diffusion : France Télévisions.
- Une maison, un artiste : La ferme d'un peintre paysan, un film de Dominique Thiéry, sur une idée de Patrick Poivre d’Arvor, 2019. Production : A prime group, avec la participation de France TV. Diffusion : France 5, dimanche (26 August 2019).